# Каменноугольная смола
Каменноугольная смола (каменноугольный дёготь) — продукт коксования каменного угля. Вязкая чёрная жидкость с характерным едким запахом. Плотность 1120—1250 кг/м3. Сложная смесь более чем 1000 ароматических соединений, особенно полициклических ароматических углеводородов и гетероциклических соединений, из которых выявлено и идентифицировано около 500. Каменноугольная смола получается в процессе производства металлургического кокса. При коксовании угля выделяется коксовый газ, при конденсации которого получается каменноугольная смола. Из каменноугольной смолы методом перегонки получают креозот, бензол, толуол, нафталин, каменноугольные масла (дегтярное, антраценовое), инден-кумароновые смолы, олифу, высокотемпературный пек и прокалённый пековый кокс.

## Общая характеристика и переработка

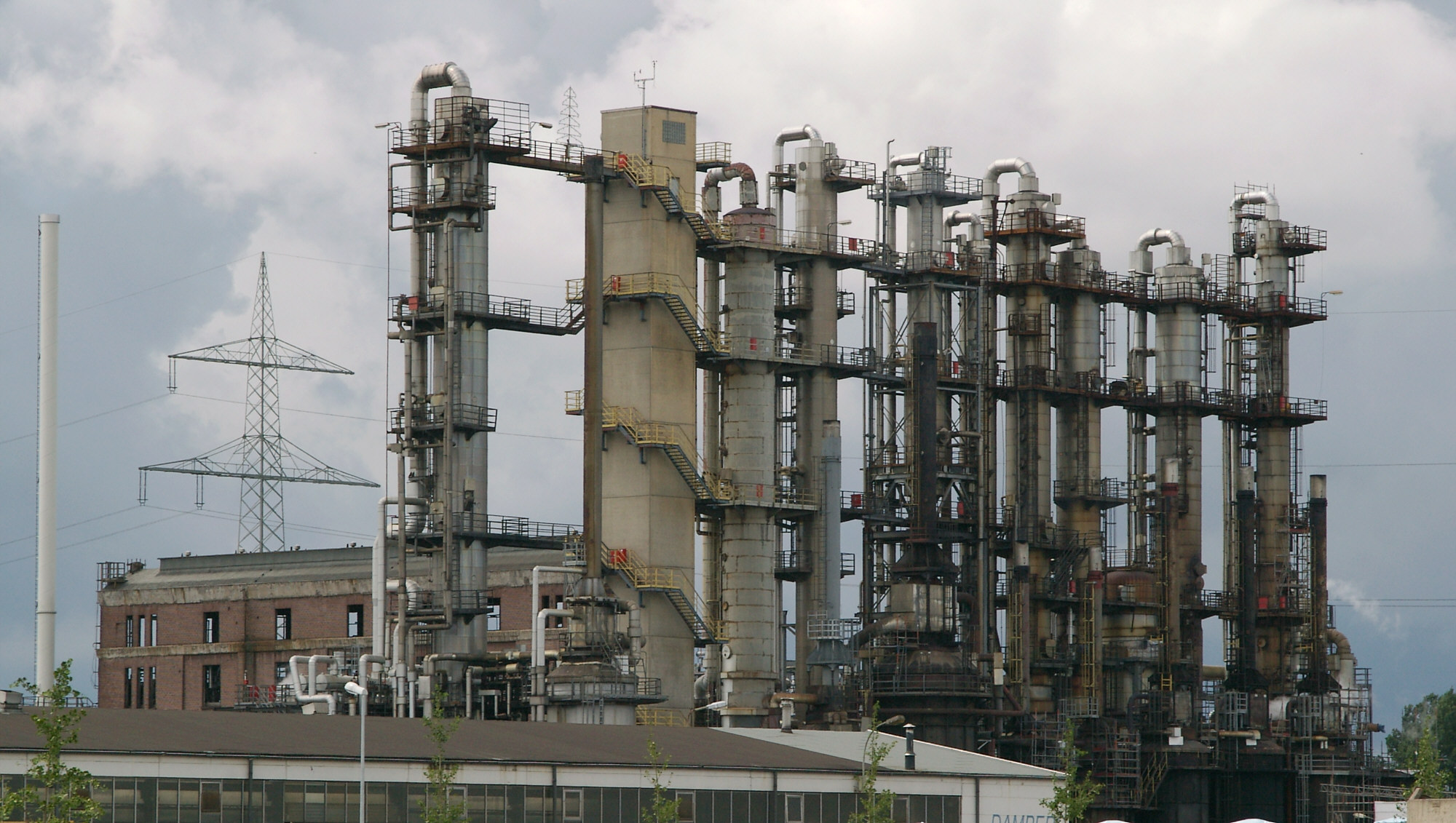
Rütgers Chemicals: Установка по перегонке каменноугольной смолы

Каменноугольная смола подвергается разгонке на фракции — используется различие в температурах конденсации углеводородов, составляющих смолу. Для этого смолу нагревают до температуры 380—400 °C, и её пары после отделения неиспарившихся остатка (пека) выводят в ректификационные колонны. Пары при прохождении через колонны охлаждаются, конденсируются и превращаются в ряд отдельных фракций. Ректификацией из смолы получают фракции: при температурах до 170 °C — лёгкое масло, при 170—210 °C — фенольную фракцию, при 210—230 °C — нафталиновую фракцию, при 230—270 °C — поглощающее масло, при 270—360 °C — антраценовую фракцию, остаток — пек.
Каменноугольная смола применяется как заменитель асфальта в дорожном строительстве.

## Соединения, которые получают из каменноугольной смолы
Выход каменноугольной смолы составляет около 3 % от массы угля. Сначала смолу очищают фракционной перегонкой, разделяя компоненты по их температуре кипения. Каждую фракцию экстрагируют щелочью для отделения слабокислых ароматических оксисоединений (преимущественно фенолов). Остаток обрабатывают разбавленной минеральной кислотой, чтобы добыть соединения, содержащие азот, дальше снова фракционируют.
Из неароматических соединений важнейшим компонентом каменноугольной смолы является циклопентадиен (t°кип=41 °C), а также в небольшом количестве парафиновые и олефиновые углеводороды.

## Безопасность
Каменноугольная смола содержит в значительных количествах ПАУ, многие из которых высокотоксичны и обладают выраженным канцерогенным действием, вызывая злокачественные новообразования любой локализации из любого вида ткани. Среди прочих компонентов в каменноугольной смоле содержится бенз[a]пирен, один из самых сильных известных химических канцерогенов. Английский врач Персиваль Потт ещё в XVIII веке доказал, что трубочисты, входя в контакт с сажей (продукт неполного сгорания каменного угля, рыхлая и пористая аморфная форма углерода, содержащая продукты пиролиза), подвергались высокому риску рака яичек.